# Sarah Marquis
Sarah Marquis (20 de junio de 1972) es una aventurera y exploradora suiza. Entre 2010 y 2013 anduvo sola 20.000 km de Siberia al desierto de Gobi, pasando por China, Laos, Tailandia, y después a través de Australia. En 2011  impartió una charla TED. En 2014 escribió el libro Sauvage par Nature y fue galardonada con el premio otorgado a las Personas Aventureras del Año por National Geographic.

## Biografía
Marquis creció en Montsevelier, un pueblo en el Cantón de Jura en el norte de Suiza. Su padre trabajaba como relojero para Swatch, su madre era ama de casa y se crio con dos hermanos varones. Empezó a explorar desde joven y a los dieciséis años comenzó a trabajar con un empleo en una compañía europea de trenes de forma que podía viajar de forma gratuita. A los diecisiete viajó a Turquía, donde montó a caballo a través del Región de Anatolia Central.

## Exploración
Marquis cita un viaje que hizo a Nueva Zelanda, cuando tenía algo más de veinte años, como la primera vez que ella "realmente entró en contacto con la naturaleza": estuvo un mes en Parque nacional de Kahurangi sin haber realizado acopio previo de comida. Sus viajes subsiguientes incluyen piragüismo a través de Parque provincial Algonquin en Canadá, acampada en Patagonia y el camino por el Sendero Macizo del Pacífico (Pacific Crest Trail) en Estados Unidos. En 2000 anduvo durante cuatro meses a lo largo de Estados Unidos, de frontera a frontera, y después dedicó diecisiete meses, entre 2002 y 2003, a atravesar andando Australia, cubriendo una distancia total de 14.000 kilómetros. Caminó por la Cordillera de los Andes de América del Sur durante ocho meses en 2006.
En 2010, Marquis empezó una caminata de tres años de duración a largo de Siberia a través de Asia y, viajando en barca desde Tailandia, a lo largo de Australia. Durante este tiempo, mantuvo poco contacto humano y tiró de un carro de 54 kilogramos de peso, que contenía su ropa, equipamiento y suministros. En 2011 fue obligada a abandonar el viaje en Mongolia tras desarrollar un absceso periodontal pero, en cuanto se recuperó, volvió a la ubicación exacta y continuó el viaje. Durante el camino fue acosada por un grupo de hombres mongoles a caballo, amenazada por narcotraficantes de Laos y contrajo la fiebre del dengue. Para aumentar su seguridad, a veces se disfrazó de hombre e intentó no dejar pistas para evitar que le siguieran. Completó su viaje en mayo de 2013, cuando llegó a un árbol particular en la Llanuras Nullarbor que había identificado en su viaje anterior a Australia. En total, anduvo 20.000 kilómetros aproximadamente a lo largo de los tres años que duró su viaje.
Marquis escribió un libro en 2014, Sauvage par Nature ("Salvaje por naturaleza" en español). Fue galardonada ese año con el premio otorgado a las Personas Aventureras del Año por National Geographic.
En 2015, Marquis anduvo 805 kilómetros (500 millas) a través de Kimberley en Australia Occidental. Dedicó tres meses y sobrevivió en el desierto.